# Harry Roldán Pinedo Valera
Harry Roldán Pinedo Valera' (Harry Pinedo), på  Shipibo-Conibo-språket Inin Metsa, född 11 maj 1988 i Pucallpa, är en peruansk konstnär av sydamerikanska ursprungsbefolkningars  måleri.

## Biografi

### Verk och konstnärligt inflytande
Pinedo lärde sig att designa och införliva saknade bildelement som assistent till sina föräldrar Elena Valera och Roldán Pinedo, som också är konstnärer. Med åren utvecklade han sin egen målarstil och blev en konstnär i sin egen rätt. År 2020 tog Pinedo en kandidatexamen i pedagogik för tvåspråkig interkulturell utbildning vid universitetet Peruana Cayetano Heredia och har sedan dess undervisat vid Shipibos kommunala skola i Cantagallo.
Pinedo tillhör Shipibo-folket i Ucayali i peruanska Amazonas och har arbetat i Lima sedan 1995, där han bor i Shipibo-stadsdelen Cantagallo. Han är en representant för den inhemska konsten, vars tema är Sydamerikas djungelvärld. Det konstnärliga inflytandet kommer därför mindre från andra inhemska konstnärer än från konfrontationen med naturen i dess balans mellan fauna och flora å ena sidan och de ursprungsbefolkningar som lever i symbios med och inom den å andra sidan.

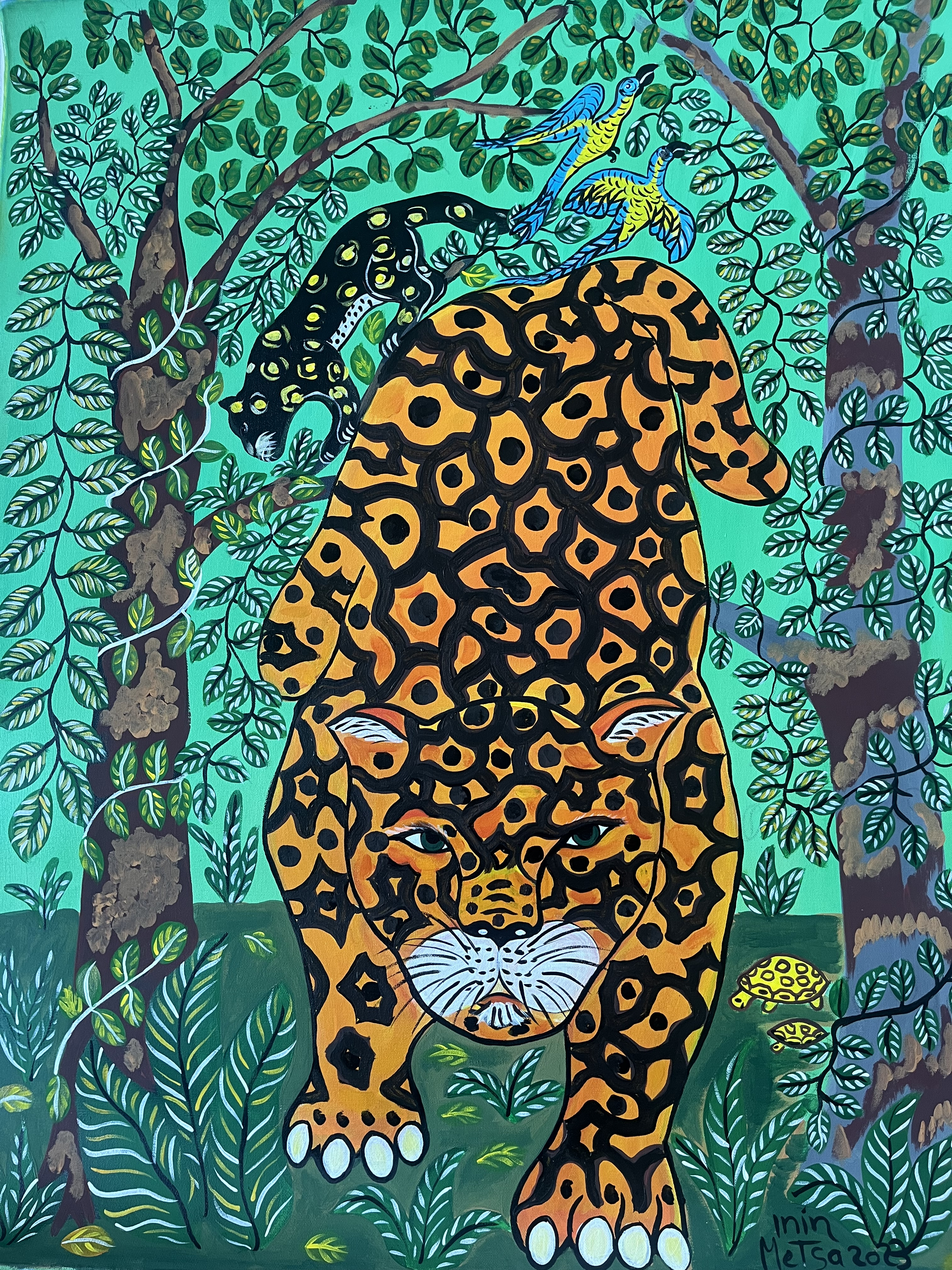
El Jaguar (2023)

 Den måleriska ursprungsfolksrörelsen utvecklades i Peru i mitten av 1900-talet. Men medan tidigare inhemska målare uteslutande hade fokuserat på Andesfolket, tar Pinedos verk upp djungelborna och deras värld. I likhet med den Naiva konsten är det enkla och fantasifulla bildmotiv som dock har sitt ursprung i ett schamanistiskt sammanhang och ger motivet en andlig tolkning. Pinedo införlivar sina egna erfarenheter från användningen av drogen ayahuasca i sina visionära målningar och visualiserar inhemska idéer om andar och andliga väsen som djur och växter i regnskogen.

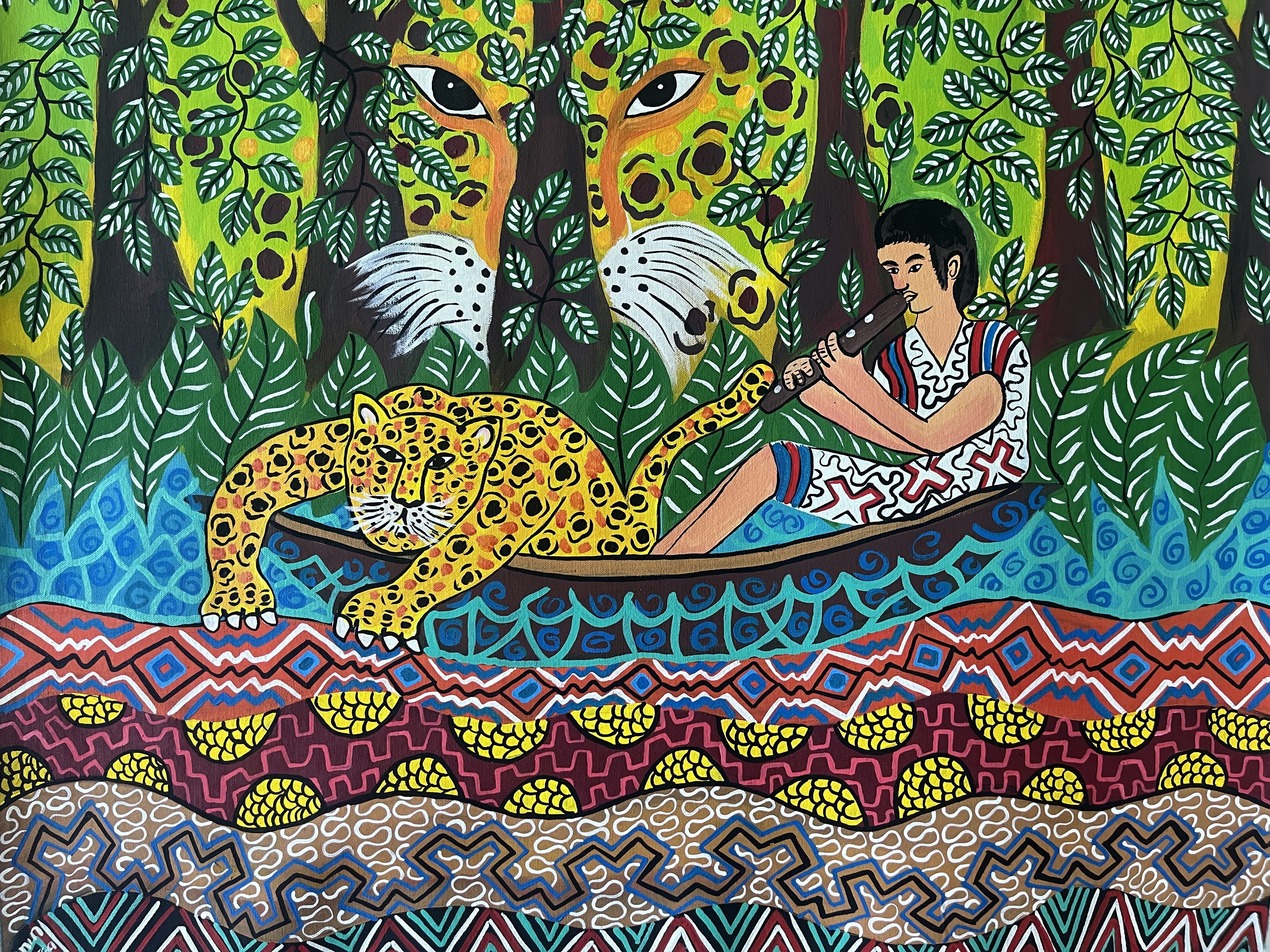
Melodías desde la canoa (2023)

 Precis som inom naivkonsten handlar det om enkla, tvådimensionella avbildningar av djur och växter, men hans målningar kännetecknas av de mönster från djurvärlden som ständigt återkommer, som återfinns i hans verk på olika sätt och som tolkas som att människans liv är villkorslöst beroende av naturen. I idealfallet är det en ömsesidigt beroende symbios mellan människa och natur: hans verk innehåller därför också samhällskritiska element, som dock ska ses som en uppmaning att respektera och bevara naturen och regnskogen som livsgrund istället för att förstöra den.

### Stil och teknik
I sitt hemland lärde sig Pinedo konsten att måla med penslar gjorda av piri-piri grenar eller ronsocohår, att använda den lokala jorden för att få fram sina färger och den enkla tocuyo som tyg, vilket färgas med essenser från mahognyträdets bark. På så sätt försöker Pinedo fånga magin och mystiken hos djungelns invånare och fästa Shipibo-Conibo-folkets muntliga traditioner med färg och form. Förutom naturliga färger från vår egen produktion används akrylfärger också för stora format.

### Utställningar (urval)
- 2024 Pinta Miami – The Latin American Gene, Miami
- 2023 healing, Weltkulturen Museum Frankfurt am Main
- 2022 Perú en mi Corazon, Galerie Maggy Stein, Luxemburg
- 2021 Place-Making, World-Making, University of Essex
- 2020 Amazonia Konst och identitetet, Boulevard Art Gallery Asia, Lima
- 2019 ARCOmadrid, Gästland Peru. Amazonas, Madrid
- 2018 Ruraq Maki, Peruanska nationalmuseet, Lima
- 2017 El Explendor de Yanapuma, Centro Colich de Barranco, Lima
- 2016 BAZARTE, Lima Contemporáneo en Fundación Euroidiomas, Lima
- 2014 La Peinture Contemporaine de I´Amazonie Peruvienne, Maison des Associations, Paris
- 2013 Mira! – Artes Visuales Contemporáneo de los Pueblos Indigenas. Kulturcentrum vid universitetet i Minas de Grey, Belo Horizonte
- 2011 Amazonia I, Ricardo Palma Hall i kummunen Miraflores, Lima
- 2010 Noche de Arte 2010, BBVA Banco Continental, San Isidro, Lima

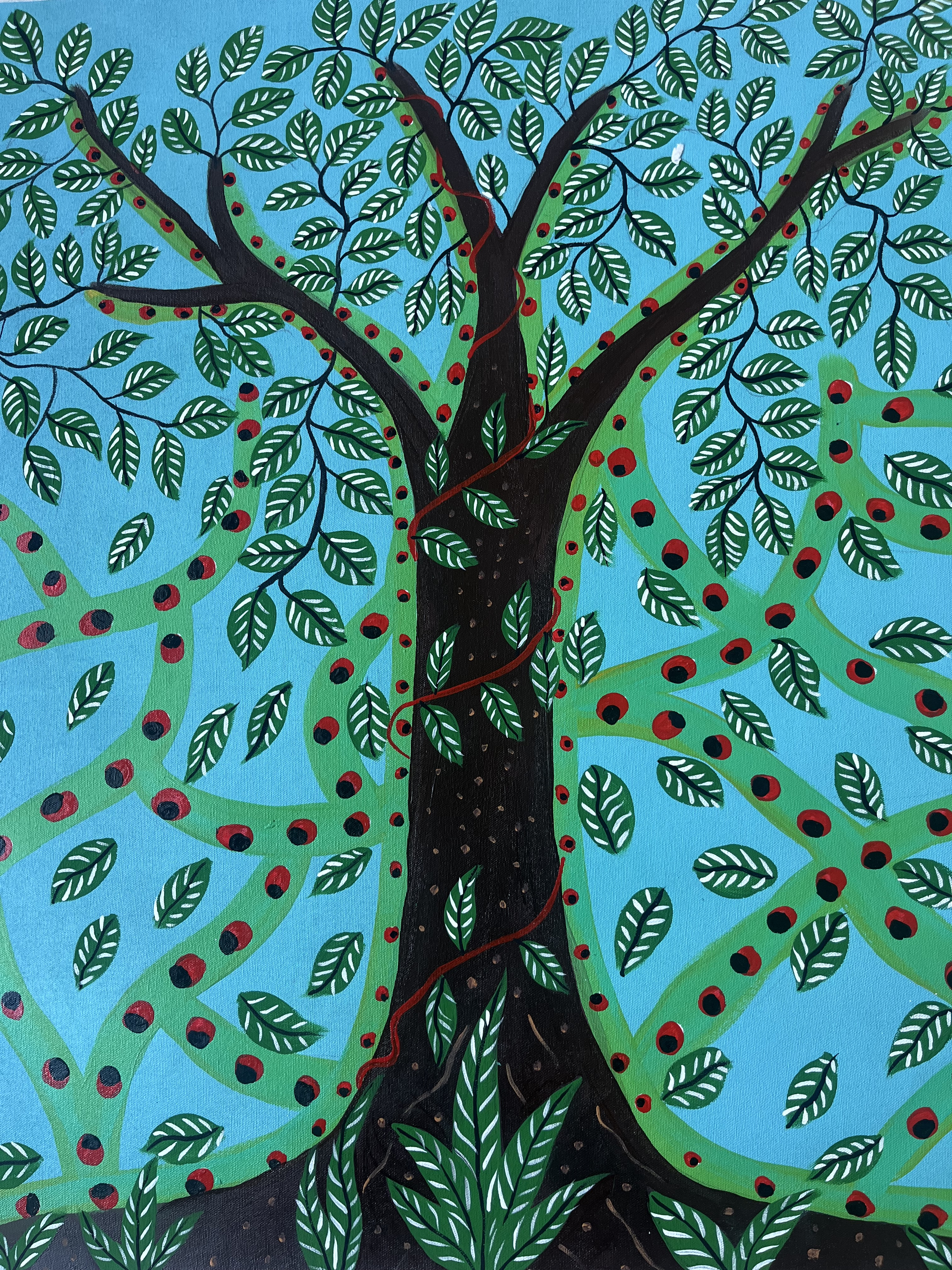
Árbol de huayruros (2023)
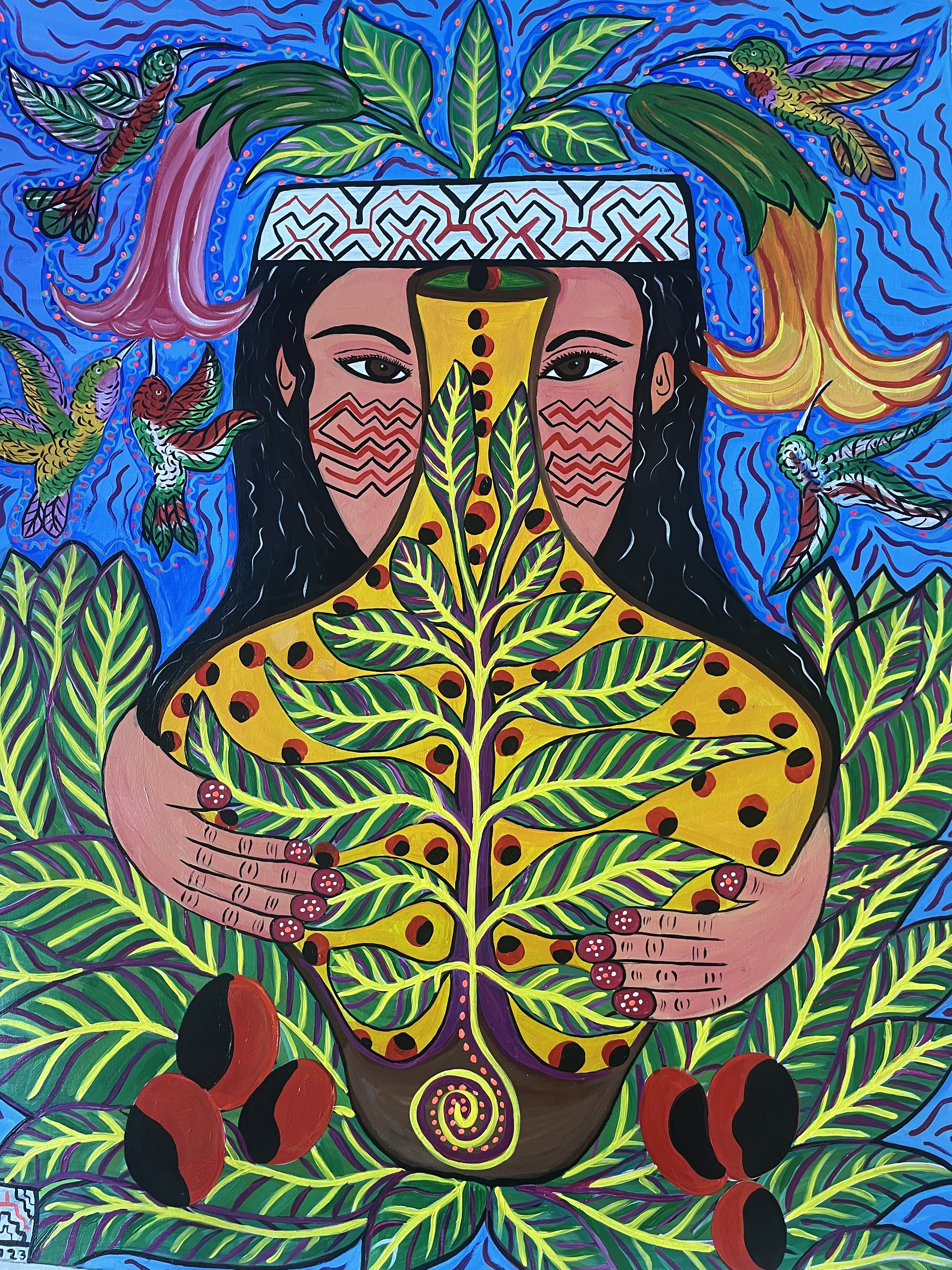
Mujer de la medicina (2023)
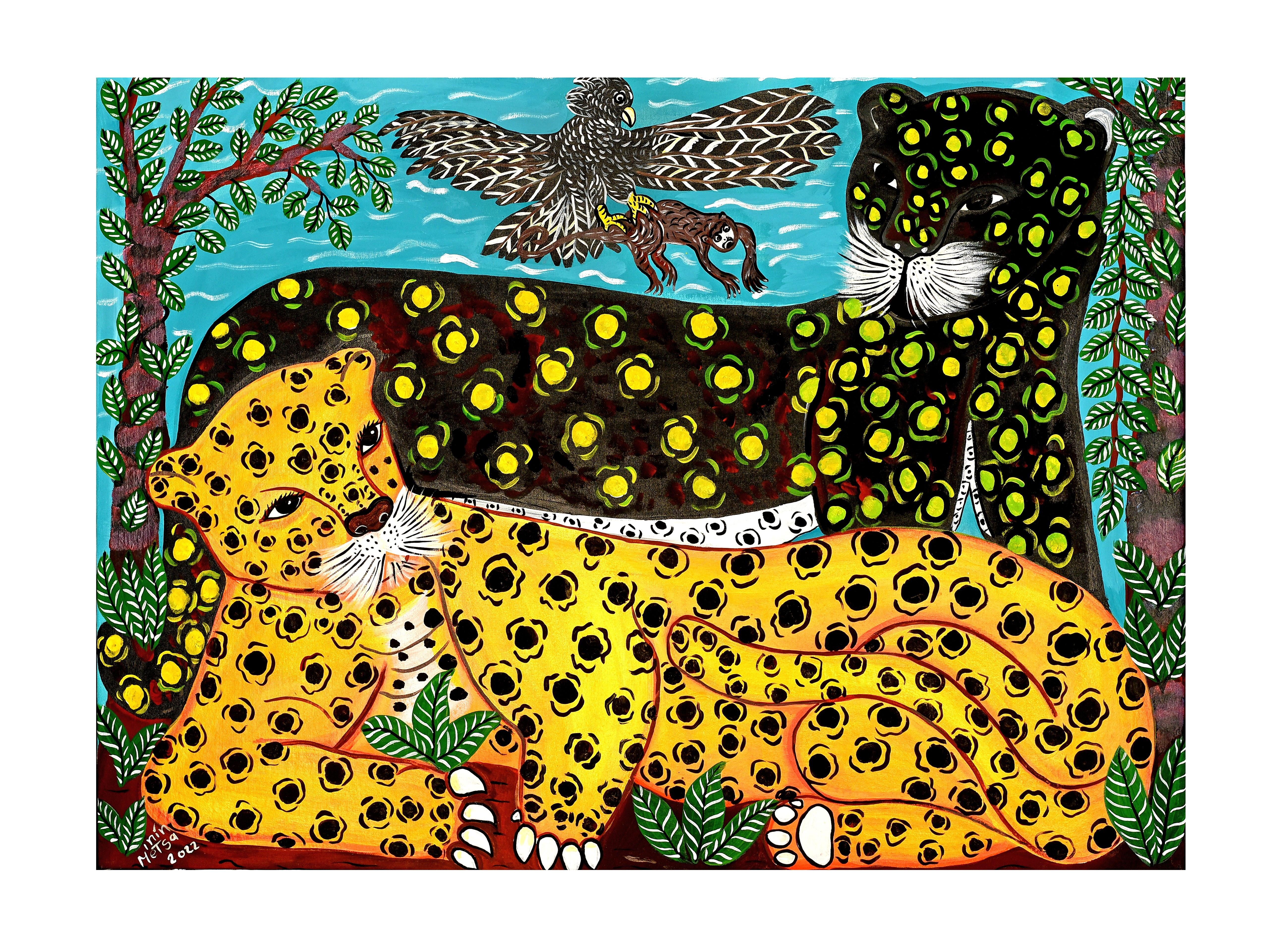
Sol y luna en la mañana (2022)
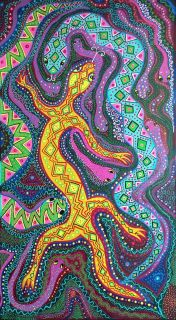
Visión de lagartijas (2022)

## Verk i offentliga samlingar
- Weltkulturen Museum, Frankfurt am Main
- Universitetet Peruana Cayetano Heredia, Lima
- Peruanska kulturministeriet, Lima